# Шенкеи, Имре
И́мре Ше́нкеи (венг. Imre Senkey; 21 июня 1898, Будапешт, Австро-Венгрия — 1984, Будапешт, Венгрия) — венгерский футболист и тренер, известен как тренер ряда сильных итальянских клубов. Брат футболиста Дьюлы Шенкеи.

## Карьера
В качестве игрока Шенкеи начал карьеру в «МТК», так же выступал за команду «Третий округ ТУЕ». Из «МТК» призывался в национальную сборную, в которой дебютировал 31 августа 1924 года в матче со сборной Польши, всего в составе сборной провёл 6 матчей, голов в которых не забивал.
Большую известность получил в качестве тренера. В 30-х годах тренировал «МТК», после окончания второй мировой войны перебрался в Италию где стал главным тренером «Фиорентины». Затем тренировал ряд сильных итальянских клубов, среди которых «Рома» и «Дженоа». Закончил свою тренерскую карьеру Шенкеи в 1960 году, в клубе «Торино».

## Достижения
- Победитель Серии B (1): 1959/60